# Diostracus zhangjiajiensis
Diostracus zhangjiajiensis är en tvåvingeart som beskrevs av Yang 1998. Diostracus zhangjiajiensis ingår i släktet Diostracus och familjen styltflugor. Inga underarter finns listade i Catalogue of Life.